# لمبرت شیر ترسو
لمبرت شیر ترسو (به زبان انگلیسی: Lambert the Sheepish Lion) محصول دیزنی یک فیلم کوتاه انیمیشن به کارگردانی جک هانا و در سال ۱۹۵۲ میلادی منتشر شده‌است.